# 上田 (盛岡市)
上田（うえだ）は岩手県盛岡市の町名および大字名。住居表示実施区域の上田一丁目〜上田四丁目および未実施の地番区域（大字）からなる。山田線を挟み中心市街地の北部に位置する地区。

岩手大学

区域内には岩手大学や盛岡一高などがあり文教地区としても知られる。

## 歴史
かつての岩手郡上田村の区域にあたる。1889年(明治22年)の市制及び町村制施行に伴い、町場の区域は盛岡市、字下台は米内村、それ以外の区域は玉山村の一部となった。
1928年（昭和3年）、盛岡市が米内村を編入したことで、当村に所属していた上田と、市制当初から盛岡市に所属していた上田が合併した。1955年（昭和30年）には玉山村上田の一部を編入している。2006年（平成18年）1月10日に盛岡市が玉山村を編入し、かつての上田村域全域が盛岡市域となった。
市制施行時から盛岡市に所属していた区域は、上田村の内の町場の区域、かつての上田、上田小路、上田新小路、上田組町、与力小路の字地の区域にあたる。上田小路、上田新小路、与力小路には中下級の武家屋敷が集まっており、三つの町を総称し、上田三小路と呼ばれた。上田組町はかつての足軽同心組の武家屋敷地にあたり、盛岡藩では城下の北の関門として、足軽組が配置されていた。
かつては、盛岡市域の北部の広い範囲を占めていたが、住居表示の進展に伴い、1964年（昭和39年）に梨木町、名須川町、本町通三丁目が成立。続いて、1966年（昭和41年）に高松一～四丁目、北山一、二丁目、館向町、西下台町が、1972年（昭和47年）から1973年（昭和48年）にかけて上堂四丁目が、1973年（昭和48年）に緑が丘一～四丁目、東緑が丘、黒石野一～三丁目、箱清水一～二丁目、岩脇町が、1974年（昭和49年）松園一～三丁目、東松園一～四丁目、西松園一～四丁目が、1977年（昭和52年）に黒石野一丁目が、1978年（昭和53年）に上田堤一～二丁目が、1980年（昭和55年）に三ツ割二丁目及び北山二丁目が成立したことで、現在は上田一～四丁目及び地番区域が残るのみとなっている。

## 交通

### 道路
- 盛岡バイパス（国道4号）
- 都市計画道路梨木町上米内線

## 河川
- 北上川

## 施設
- 岩手大学
- 岩手県立盛岡第一高等学校
- 岩手県立杜陵高等学校
- 盛岡市立上田中学校
- 盛岡市立上田小学校
- 盛岡体育館
- NHK盛岡放送局
- 岩手県立中央病院
- 盛岡少年刑務所
- 岩手県立博物館
- 高松公園（盛岡市高松に跨って位置する）

### 書籍
- 「角川日本地名大辞典」編纂委員会 編『角川日本地名大辞典 3 岩手県』角川書店、1985年。ISBN 4-04-001030-2。
- 平凡社『日本歴史地名大系 03 岩手県の地名』角川書店、1990年7月13日。ISBN 4-58-249003-4。